# Summer World University Games 2025/Teilnehmer (Moldau)
| Gelbes Symbol für Goldmedaillen mit stilisierten Olympischen Ringen | Graues Symbol für Silbermedaillen mit stilisierten Olympischen Ringen | Braundes Symbol für Bronzemedaillen mit stilisierten Olympischen Ringen |
| ------------------------------------------------------------------- | --------------------------------------------------------------------- | ----------------------------------------------------------------------- |
| 2                                                                   | —                                                                     | —                                                                       |

Die Republik Moldau nahm an den Summer World University Games 2025 vom 16. bis zum 27. Juli mit 31 Athleten (18 Männer, 13 Frauen) teil.

## Medaillen

### Medaillenspiegel
| Rang   | Sportart | Gold | Silber | Bronze | Gesamt |
| ------ | -------- | ---- | ------ | ------ | ------ |
| 1      | Judo     | 1    | –      | –      | 1      |
| 1      | Rudern   | 1    | –      | –      | 1      |
| Gesamt | Gesamt   | 2    | 0      | 0      | 2      |

### Medaillengewinner
| Name/n        | Sportart | Wettkampf        |
| ------------- | -------- | ---------------- |
| Gold          |          |                  |
| Adil Osmanov  | Judo     | Klasse bis 73 kg |
| Ivan Corsunov | Rudern   | Einer            |

## Teilnehmer nach Sportarten

### Beachvolleyball
| Männer - Egor Dobcis / Maxim Korsakov |

### Bogenschießen
| Männer - Mihail Sadoveanu - Evgheni Savciuc - Andrei Belici | Frauen - Nadejda Celan - Kasandra Berzan - Nikoli Streapunia |

### Judo
| Männer - Alexandru Tîrsînă - Adil Osmanov - Petru Pelivan - Mihail Latisev - Vadim Ghimbovschi - Alin Bagrin | Frauen - Sindi Vainstein - Daniel Tcaci - Oxana Diacenco |

### Leichtathletik
| Frauen - Andreea Stavila (3000 m Hindernis) - Ecaterina Cernat (Halbmarathon) - Iuliana Dabija (Dreisprung) |

### Rudern
| Männer - Ivan Corșunov (Einer) - Mihail Iudin (Doppelzweier) - Alexandr Bulat (Doppelzweier) |

### Schwimmen
| Männer - Denis Șveț (50 m, 100 m, 200 m Brust) - Tudor Vartic (200 m und 400 m Freistil) | Frauen - Anastasia Basisto (50 m, 100 m, 200 m Brust) |

### Taekwondo
| Männer - Dmitrii Suleac (Klasse bis 74 kg) - Dragoş Marinescu (Klasse über 87 kg) |

### Tischtennis
| Frauen - Camelia Merenco - Alexandra Chiriacova |

### Turnen

#### Rhythmische Sportgymnastik
| Frauen - Emily Beznos |